# Mord i Mesopotamien
Mord i Mesopotamien (orig. Murder in Mesopotamia) är en detektivroman av Agatha Christie som utkom i original 1936 och i svensk översättning (av Einar Thermænius) 1939. Christie var gift med en känd arkeolog; sir Max Mallowan och gjorde tillsammans med honom resor till arkeologiska utgrävningar, vars miljöer inspirerade henne att skriva denna roman.
I boken medverkar den belgiske detektiven Hercule Poirot. Romanen utspelar sig vid en arkeologisk utgrävning i Irak och beskrivande detaljer härrör från författarens besök på den kungliga kyrkogården i Ur där hon träffade sin make, Sir Max Mallowan. Den filmatiserades för TV 2002.

## Handling
Sjuksköterskan Amy Leatheran anländer till en arkeologisk utgrävning nära Hassanieh i Irak för att hjälpa den svensk-amerikanske arkeologen Eric Leidner att ta hand om sin till synes neurotiska hustru Louise. Under sina första dagar får Amy reda på att Louise tidigare varit gift med en tysk vid namn Frederick Bosner. För femton år sedan under första världskriget arresterades Bosner för att vara spion inom USA:s utrikesdepartement och dömdes till döden. Han undkom häktet men dog senare i en tågolycka. Louise avslöjar att hon fick dödshot som påstods vara från Fredrik, när hon varit attraherad av en annan man; dessa upphörde när hon gifte sig med Leidner för tre år sedan, tills nyligen. En vecka senare, efter att ha fått ännu ett hotbrev, hittas Louise död i sitt sovrum i arkeologernas område nära utgrävningsplatsen. Dr Giles Reilly kommer fram till att hon träffades av ett mycket tungt, trubbigt föremål.
En inledande utredning, ledd av kapten Maitland, kan inte hitta mordvapnet, men bekräftar att någon på utgrävningen måste ha begått mordet. Reilly får reda på att hans vän Hercule Poirot är på resa i Irak och kontaktar honom för att få hjälp. När Poirot anländer noterar han att sovrummet bara har en ingång, att det enda fönstret i rummet var stängt och tillbommat, och att det finns blod på en matta nära ett tvättställ. Anne Johnson, en kollega till Leidner, hävdar att hon hörde ett skrik, men är osäker på det. Reillys dotter Sheila påpekar att offret hade alla mäns uppmärksamhet, särskilt en av Leidners gamla vänner Richard Carey. Poirot intresserar sig för den historia Louise berättade för syster Leatheran om sin första make; Han undrar om Bosner eller möjligen hans mycket yngre bror William (förmodligen fortfarande i livet men okänd vistelseort) på något sätt inblandade. Två män - epigrafisten fader Lavigny och den drogberoende historikern Joseph Mercado - är i rätt ålder för att vara Fredrik. Dessutom är tre yngre män - grävassistenterna Bill Coleman och David Emmott, och fotografen Carl Reiter - i rätt ålder för att vara William. Reiter i synnerhet är av tysk-amerikansk härkomst och plågades av Louise för sin blyghet och klumpighet. Han verkar dock ha ett alibi. Poirot blir också förbryllad när han upptäcker att breven som Louise fick tydligen var skrivna med hennes egen handstil.
Efter Louises begravning träffar syster Leatheran fröken Johnson på husets tak. Johnson hävdar att hon vet hur någon kunde ha kommit in osedd, men utvecklar inte vidare. Den kvällen dricker fröken Johnson ovetandes ett glas saltsyra som hade ersatts av hennes vanliga glas vatten på nattduksbordet. Amy tar hand om fröken Johnson och hör henne nämna "fönstret" innan hon dör. Sköterskan tror inte att fröken Johnson har begått självmord och undrar om hon har antytt hur syran byttes ut mot vattnet. Efter att ha tillbringat en dag med att skicka telegram samlar Poirot alla och avslöjar att båda kvinnorna mördades av Dr Eric Leidner, som i själva verket är Frederick Bosner. Den riktige Leidner dog i tågolyckan för 15 år sedan - när Bosner stötte på hans kropp och fann hans ansikte vanställd, bytte han identitet för att undkomma myndigheterna.
Bosner var djupt besatt av Louise. För att avskräcka henne från att skapa relationer med andra män skickade han brev till henne, som han noggrant skrev ut med hennes handstil så att polisen inte skulle tro henne. Breven upphörde efter att han gift sig med henne tolv år senare, då hon inte längre kände igen honom. När Louise blev attraherad av Richard Carey bestämde sig Bosner för att mörda henne för att se till att ingen annan kunde få henne. På morddagen lurade Bosner henne till fönstret med en mask som han hade använt för att skrämma henne tidigare nätter. När hon stack ut huvudet för att undersöka saken släppte han en kvarnsten på henne, som han sedan drog tillbaka till taket med hjälp av ett rep som han hade bundit fast i den. Under förevändning att han skulle titta till henne stängde han sovrumsfönstret medan han flyttade kroppen och mattan under den till den plats där de senare hittades. Han använde sedan Amy som en del av sitt alibi för att avleda misstankarna från sig själv. Miss Johnson mördades för att hon hade börjat inse hur Louise hade blivit mördad.
I efterdyningarna av Poirots efterforskningar avslöjas det att fader Lavigny i själva verket är Raoul Menier, en handlare med stulna artefakter. Eftersom Lavigny endast var känd för Leidner genom sitt rykte, kunde Menier utge sig för att vara honom medan han stal artefakter som hittats vid utgrävningen och ersatte dem med utmärkta kopior. Tack vare varningar från Poirot arresteras Menier och hans kompanjon Ali Yusuf i Beyrouth. Sheila gifter sig med David Emmott, och sjuksköterskan Leatheran återvänder hem till England.

## Karaktärer
- Hercule Poirot – Berömd belgisk detektiv. Inblandad i fallet, under en resa till Mellanöstern.
- Amy Leatheran - En professionell sjuksköterska som deltar i utgrävningen med Erich Leidner för att ta hand om hans fru Louise. Hon är berättelsens berättare.
- Kapten Maitland – brittisk polis som ansvarar för mordutredningen.
- Louise Leidner – Första offret i fallet. En vacker, intelligent amerikansk kvinna och hustru till dr Erich Leidner i två år. Änka efter ett kort äktenskap under första världskriget 15 år tidigare.
- Anne Johnson – En mångårig kollega till Dr Leidner från Yorkshire. Det andra offret i fallet.
- Dr Eric Leidner – Louises man, och en välrenommerad arkeolog. Chef för utgrävningen vid Tell Yarimjah nära Hassanieh i fem år, sponsrad av University of Pittstown (ett fiktivt universitet i USA). Avslöjad som Louises ursprungliga make, efter att ha fejkat hans död för 15 år sedan. Han är mördaren i fallet.
- Richard Carey - En stilig man och mångårig kollega till Dr Leidner. Påstås ha en affär med Louise.
- Dr Giles Reilly – Civilläkare i Hassanieh och en mångårig vän till Poirot. Ansvarig för Amys position vid utgrävningen och Poirots inblandning i utredningen av mordet på Louise.
- Sheila Reilly – Frispråkig dotter till Dr Reilly.
- Joseph Mercado – Arkeologisk kollega till Leidner, som har hjälpt till med hans utgrävningar under de senaste två åren. Känd för att ofta vara trött och utsatt för våldsamma handskakningar.
- Marie Mercado - Ung hängiven hustru till Joseph. Känd för att ibland vara märkligt fientlig mot fru Leidner, syster Leatheran och Hercule Poirot.
- David Emmott - Tystlåten ung amerikansk man och arbetare på utgrävningen. Han är för närvarande inne på sitt andra år med grävteamet och är lugn och självbehärskad.
- Bill Coleman - Ung man som arbetar med utgrävningen. Trots att detta är hans första utgrävning har han inget särskilt intresse för arkeologi och en självutnämnd färdighet för förfalskning.
- Carl Reiter – En ung amerikan från Chicago. Han tillbringade sitt första år som fotograf och blev ofta utsatt för åtlöje av fru Leidner.
- Fader Lavigny (Raoul Menier) – fransk präst, ny i teamet. Specialist på epigrafi, gamla språk.
- Abdullah - En tjänare som verkar skvallra ute på gården under tiden för mordet.

## Litterär betydelse och mottagande
The Times Literary Supplement för den 18 juli 1936 sammanfattade i sin recension av Harry Pirie-Gordon intrigens upplägg och drog slutsatsen: "Intrigen är genial och det första mordet mycket skickligt konstruerat, men vissa kommer att tvivla på att fru Leidner, som den beskrivs, kan ha varit så glömsk och ouppmärksam att de viktigaste förutsättningarna för historien var möjliga."
I The New York Times Book Review (20 september 1936) skrev Kay Irvin: "Agatha Christie är, som alla vet, en mästare i att ge oss en hel rad ledtrådar som vi inte kan läsa. Och det finns mysterier inom mysterierna bland denna tysta men ändå märkligt bekymrade grupp av vetenskapsmän, av vilka en måste ha varit mördaren; Det är en del av författarens skicklighet att få oss att känna att varje mänsklig karaktär är lite mystisk, och att när brott begås bland en grupp till synes väluppfostrade och kultiverade människor kan varenda en av dem vara misstänkt. Agatha Christies skicklighet i att bygga upp sina detektivhistorier till häpnadsväckande (om än ibland mycket långsökta) slutsatser har mer eller mindre överskuggat hennes fantastiska mångsidighet, inte bara i bakgrund och händelse, utan också i karaktärsteckning och faktisk stil. Historien här berättas av en utbildad sjuksköterska – precis som andra framstående deckarförfattare. Syster Leatheran håller sig på sin egen sida med dem alla. Detta senaste Christie-opus är en smidig, mycket originell och helt uppslukande berättelse".
I The Observer den 12 juli 1936 skrev "Torquemada" (Edward Powys Mathers) att "Agatha Christie berättar en humoristisk, väl observerad historia bland ruinerna av Tell Yarimjah, och hennes senaste mordmetod, som fick mig att gissa och gissa fruktlöst, har som vanligt mer enkelheten hos ett mirakel än komplikationen hos ett trolleritrick. Poirot som människa är lika förtjusande som alltid, och Poirot som detektiv förbryllar inte bara den trevliga och inte alltför intelligenta sjukhussköterskan, vars uppgift det är att berätta historien, utan, återigen som vanligt, även den intelligenta läsaren. Problemet är att han också förbryllar de fördomsfria på ett sätt som är högst ovanligt för honom: jag för min del kan inte förstå varför han har tillåtit Agatha Christie att göra honom delaktig i ett brott vars integritet står och faller med en central situation som, även om den är högst genial, är näst intill omöjlig. Tvistefrågan, som det skulle vara grovt orättvis att specificera, mellan Mrs Christie och läsaren är en som skulle ge en verkligt intressant silly season-korrespondens." Han drog slutsatsen att "vanligtvis ska Poirot rostas i något som är praktiskt, och inga hälknackningar; den här gången dricker jag honom ett ganska sorgset glas Lachryma Christie.
Daily Mirror (9 juli 1936) skrev: "Börja inte läsa det här om du har något att göra eller vill ha en bok bara för en kvart eller så. För du kommer helt enkelt inte att lägga ner den förrän du har kommit till den sista meningen." Recensionen avslutades med att säga: "Agatha Christie's grand. I den här berättelsen om ett märkligt placerat mord har hon gett oss ännu en skramlande bra berättelse."
Robert Barnard anmärkte att en "arkeologisk utgrävning ger en ovanlig inramning, skickligt och underhållande presenterad. Wife-victim är säkert baserad på Katherine Woolley, och mycket bra gjord. Berättad av sköterskan, en tillfällig Hastings-vikarie – snart fann hon att hon kunde klara sig helt utan en sådan figur." Barnard var nöjd med huvudpersonen och att Christie inte använde Hastings i romanen, men ansåg sammanfattningsvis att romanen var "fördärvad av ett slut som går bortom det osannolika till det ofattbara".